# Asteia longipennis
Asteia longipennis är en tvåvingeart som beskrevs av Adams 1905. Asteia longipennis ingår i släktet Asteia och familjen smalvingeflugor. Inga underarter finns listade i Catalogue of Life.